# Diplocentrus lachua
Espèce
Diplocentrus lachua est une espèce de scorpions de la famille des Diplocentridae.

## Distribution
Cette espèce est endémique du département d'Alta Verapaz au Guatemala. Elle se rencontre vers Cobán.

## Description
Le mâle holotype mesure 53,00 mm.
La femelle décrit par Trujillo, Armas et Gaitán en 2019 mesure 49,2 mm.

## Étymologie
Son nom d'espèce lui a été donné en référence au lieu de sa découverte, le parc national du lac Lachuá.

## Publication originale
- Armas, Trujillo & Agreda, 2011 : Nueva especie de Diplocentrus Peters, 1851 (Scorpionidae: Diplocentrinae) del noroeste de alta Verapaz, Guatemala. Boletin de la Sociedad Entomológica Aragonesa, vol. 49, p. 113-117 (texte intégral).